# Marie-Claude Vaillant-Couturier

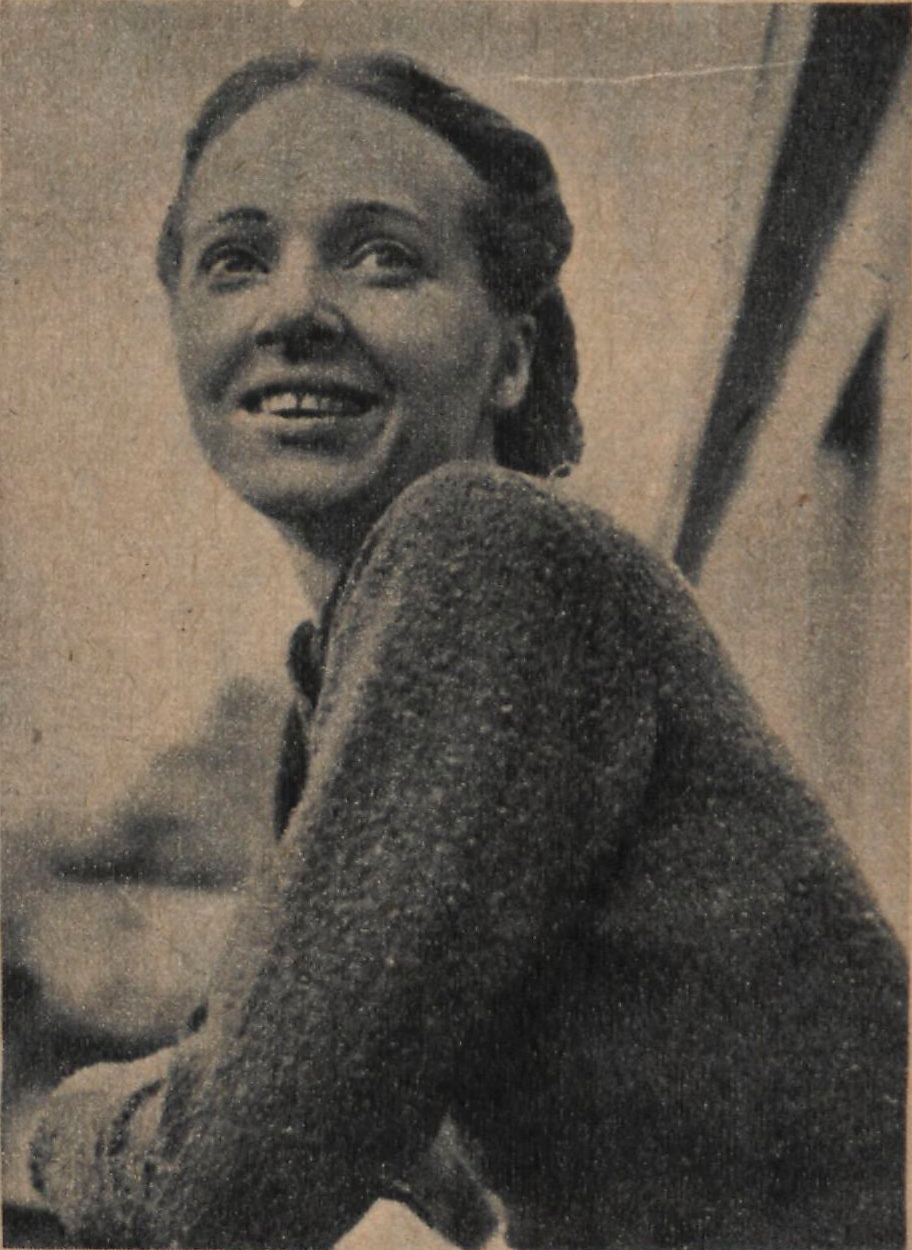
Marie-Claude Vaillant-Couturier in der Zeitschrift Regards 1946

Marie-Claude Vaillant-Couturier (* 3. November 1912 in Paris; † 11. Dezember 1996 in Villejuif; gebürtig Marie-Claude Vogel) war ein Mitglied der Résistance und wurde durch ihre Aussage bei den Nürnberger Prozessen einem breiteren Publikum bekannt.

## Leben

### Arbeit als Fotografin
Marie-Claude Vogel, später Vaillant-Couturier, wurde als Tochter von Lucien Vogel, dem Besitzer der Zeitschrift Vu, und der Modefotografin Cosette de Brunhoff geboren. Der Bruder ihrer Mutter ist der Schöpfer von „Babar dem Elefanten“.
Nach ihrer schulischen Ausbildung ging Marie-Claude Vogel von 1931 bis Anfang 1933 nach Deutschland, um die deutsche Sprache zu lernen und Kunstgeschichte zu studieren. In dieser von der Weltwirtschaftskrise geprägten Zeit erlebte sie den Aufstieg der Nationalsozialisten. 1932 war sie bei einer Rede Adolf Hitlers im Berliner Sportpalast, wo sie, wie sie später berichtete, angesichts der fanatischen Zuhörerschaft befürchtet habe, „bei der geringsten Geste der Ablehnung gelyncht“ zu werden.
Danach wählte sie den Beruf der Fotoreporterin, der zu dieser Zeit fast ausschließlich von Männern ausgeübt wurde. In dieser Rolle, aber auch als studierte Germanistin reiste sie 1933, knapp zwei Monate nach der Machtübernahme Hitlers mit Kollegen durch das Deutsche Reich und berichtete u. a. über die Konzentrationslager Oranienburg und Dachau. Darüber hinaus publizierte sie in der Zeitschrift Regards vor allem über die Internationalen Brigaden im Spanischen Bürgerkrieg.
1934 schloss sie sich der kommunistischen Jugendbewegung Frankreichs an, zwei Jahre später dem Mädchenbund Frankreichs. 1934 heiratete sie Paul Vaillant-Couturier, den Gründer eines republikanisch gesinnten Veteranenverbandes und Chefredakteur der kommunistischen Zeitung L’Humanité, der 1937 auf mysteriöse Weise verschwand. Sie selbst arbeitete ebenfalls für L’Humanité, anfangs als Mitglied der Fotoredaktion und bald als deren Leiterin. Dort lernte sie Gabriel Péri und George Cogniot, zwei renommierte Kollegen, kennen.
Im Zusammenhang mit dem deutsch-sowjetischen Nichtangriffspakt ließen die französischen Kommunisten von der „Bekämpfung des deutschen Faschismus“ ab, L’Humanité stellte das Erscheinen ein, und Marie-Claude Vaillant-Couturier beschloss, in den Untergrund, die Résistance, zu gehen.

### Résistance und Deportation
In der Résistance führte Vaillant-Couturier ihre journalistische Tätigkeit fort und veröffentlichte während der deutschen Besetzung Frankreichs heimlich gegen die Besatzer gerichtete Berichte, so zum Beispiel l’Université libre („Freie Universität“) im November 1940. In Sang et Or („Blut und Gold“), erstellt unter der Leitung von Georges Politzer, analysierte sie die ideologischen Prämissen des Nationalsozialismus, die vor allem auf Alfred Rosenberg zurückgingen. Darüber hinaus gelang ihr in Zusammenarbeit mit Pierre Villon, den sie 1949, nach dem Krieg, heiratete, eine inoffizielle Ausgabe von L’Humanité.
Eine gewisse Rolle spielte Vaillant-Couturier bei der Organisation des Widerstandes gegen die deutsche Besetzung, indem sie zivilen und militärischen Widerstand koordinierte. Ihre Arbeit in der Résistance wurde entdeckt, und die französische Polizei verhaftete sie zusammen mit vielen ihrer Mitstreiter am 9. Februar 1942, darunter Jacques Decour, Georges Politzer, Georges Solomon und Arthur Dallidet, die von deutschen Truppen am Mont Valérien hingerichtet wurden.
Vaillant-Couturier selbst wurde am 15. März im Dépôt de la Préfecture in Paris interniert und am 20. März heimlich in das Pariser Gefängnis La Santé verbracht, wo sie bis August 1942 inhaftiert wurde. Die deutsche Verwaltung verlegte sie zweimal, zunächst nach Romainville und in das KZ Royallieu, bis sie am 24. Januar 1943 in das KZ Auschwitz-Birkenau deportiert wurde.
Ihre Deportationsfahrt, genannt „die Fahrt der 31.000“, ist gut dokumentiert. Der Transport umfasste 230 Frauen, allesamt Mitglieder des französischen Widerstands, Kommunistinnen oder Ehefrauen von Anhängern Charles de Gaulles. Eine nach dem Zweiten Weltkrieg in der Zeitschrift La Marseillaise veröffentlichte Zeichnung, in der ein Waggon das Tor zum Lager durchfährt, zog mehrere literarische Veröffentlichungen nach sich. Unter den 49 Überlebenden dieses Transports war Marie-Claude Vaillant-Couturier, die im Lager in einem geheimen internationalen Widerstandskreis mitwirkte. Sie fertigte Notizen während ihrer Lagerhaft an. Ihre Haftnummer war 31.685.
Nach 18 Monaten in Birkenau, in denen sie den Massenmord an Juden und Roma beobachtete, wurde sie im August 1944 in das KZ Ravensbrück verlegt. Zunächst zur Erdarbeit eingeteilt, wurde sie aufgrund ihrer Deutschkenntnisse im Revier des Lagers eingesetzt.

### Nürnberger Prozesse
Im Jahr 1946 sagte Vaillant-Couturier bei den Nürnberger Prozessen als Zeugin aus und beeindruckte Richter und Prozessteilnehmer. Nach der Aussage ging sie langsam an den Angeklagten vorbei und schaute jedem einzelnen ins Gesicht.
Im Prozess sagte sie unter anderem:
„Ich gehörte einem Transport (nach Auschwitz) von 230 französischen Frauen an. Unter uns befand sich Danielle Casanova, die in Auschwitz starb, Mai Politzer, die in Auschwitz starb … nur neunundvierzig kamen nach Frankreich zurück … Während der großen Typhusepidemien der Winter 1943 und 1944 gab es je nach den Lagen 200 bis 350 (Tote) täglich … Wir bekamen 200 Gramm Brot, je nachdem, dreiviertel oder einhalb Liter Mohrrübensuppe, einige Gramm Margarine und eine Scheibe Wurst am Abend. Das jeden Tag. … ohne Rücksicht auf die Arbeit, die man von den Häftlingen verlangte … Experimente habe ich im Revier gesehen … Ich habe mehrere Frauen gesehen und gekannt, die sterilisiert worden waren … jüdische Frauen. Wenn sie schwanger ankamen, und wenn die Schwangerschaft erst einige Monate angedauert hatte, dann wurde eine künstliche Geburt eingeleitet. Wenn die Schwangerschaft ihrem Ende zuging, wurden die Kinder nach der Geburt in einem Eimer Wasser ertränkt … Aber eines Tages kam ein Befehl aus Berlin, der die Ermordung der jüdischen Kinder erneut anordnete. Daraufhin wurden die Mütter und die Kinder in das Revier gerufen; sie bestiegen Lastwagen und wurden dann zur Gaskammer gebracht.“ Zu Strafen: „Besonders in körperlichen Mißhandlungen. Eine der gebräuchlichsten Strafen waren 50 Stockschläge gegen die Nieren. Diese Stockhiebe wurden mit Hilfe einer Maschine verabreicht …“ Zur Selektion: „Diejenigen, die für die Gaskammern ausgesucht worden waren, das heißt die alten Leute, Kinder und Mütter, wurden in ein rotes Ziegelgebäude geführt … auf dem die Inschrift »Bad« stand. Dort hieß man sie sich ausziehen und gab ihnen ein Handtuch, bevor sie in das angebliche Duschzimmer geführt wurden. Später, zur Zeit der großen Transporte aus Ungarn, blieb keine Zeit mehr für Tarnungsmaßnahmen übrig. Man zog sie in roher Weise aus, ich weiß von diesen Einzelheiten, weil ich eine kleine Jüdin aus Frankreich gekannt habe, die mit ihrer Familie am Republikplatz wohnte.“ Zu Methoden: „In Auschwitz waren acht Verbrennungsöfen. Diese waren aber ab 1944 nicht mehr ausreichend. Die SS ließ von den Häftlingen große Gruben ausgraben, in denen sie mit Benzin übergossenes Reisig anzündeten... Eines Nachts wurden wir durch furchtbare Schreie aufgeweckt. Am nächsten Tag haben wir von Männern, die im Sonderkommando, dem Gaskommando, arbeiteten, erfahren, dass sie am Abend vorher lebendige Kinder in die Scheiterhaufen geworfen hätten, da nicht mehr genügend Gas vorhanden war.“

### Politikerin nach 1945
Um 1946 wurde Vaillant-Couturier Mitglied des Parti communiste français (PCF). Bereits 1945 war sie Mitglied der Vorläufig Beratenden Versammlung gewesen, einer 1943 gegründeten Versammlung der Widerstandsbewegungen und politischen Parteien Frankreichs. Von 1945 bis 1958 und erneut von 1967 bis 1973 war sie gewählte Abgeordnete in der französischen Nationalversammlung.
Als exekutives Mitglied war Vaillant-Couturier von 1945 an in der Nationalen Vereinigung der deportierten und internierten Patrioten und Mitglieder der Résistance (FNDIRP) aktiv und wurde 1978 deren Vizepräsidentin und Co-Vorsitzende.
Im Jahr 1946 wurde sie zudem Generalsekretärin der antifaschistischen Internationalen Demokratischen Frauenföderation (Fédération démocratique internationale des femmes, IDFF). Ab 1979 war sie Vizepräsidentin der Union der französischen Frauen, der späteren Femmes Solidaires.
Vaillant-Couturier war zweimal (1956–1958 und 1967–1968) stellvertretende Vorsitzende der Nationalversammlung und wurde schließlich zu deren Ehrenvizepräsidentin gewählt. 1964 verteidigte sie vor der Nationalversammlung das Konzept der Grenzen für Verbrechen gegen die Menschlichkeit und ebnete den Weg für die Ratifizierung des Übereinkommens der Vereinten Nationen über die diese Verbrechen betreffenden Verjährungsvorschriften durch Frankreich 1968.
1987 war sie Zeugin im Prozess gegen den SS-Kriegsverbrecher Klaus Barbie, den „Schlächter von Lyon“.

## Ehrungen
- 1945: Ritter der Ehrenlegion
- 1995: Kommandeur der Ehrenlegion
- 2009: Der Platz Marie-Claude Vaillant Couturier im 4. Arrondissement von Paris wird nach ihr benannt.

## Filme
- ZDF-Film von 2014: Das Zeugenhaus mit Vicky Krieps als Marie-Claude Vaillant-Couturier.